# Cornel Dimovici
Cornel  (Corneliu) Dimovici (* 21. September 1942 in Arad) ist ein rumänischer Schriftsteller und Arzt.

## Leben
Dimovici besuchte das „Iacob Mureșianu“ Lyzeum in Blaj (Blasendorf) und studierte Medizin in Cluj-Napoca (Klausenburg). Anschließend, ab 1968, war er Arzt in Comandău und Ozun (Kr. Covasna). Er publizierte zahlreiche Erzählungen und Artikel über Literatur und Kunst. 1974 verließ er Rumänien und erhielt politisches Asyl in der Bundesrepublik Deutschland. Nach der rumänischen Revolution von 1989 veröffentlichte er erneut in Rumänien Prosa und Poesie. Seit 1974 lebt er in Wiesbaden.

## Werke
- Cel de-al doilea trăgaci. Erzählungen. Editura Plumb, Bacău 1996, ISBN 973-9150-62-4.[1]
- Tenebrele exilului. Gedichte. Editura Sigma, Bukarest  2008, ISBN 978-973-649-447-5.
- Vremea trădărilor. Roman. Editura Sigma, Bukarest, 2010, ISBN 978-973-649-599-1.[2]
- Die eisernen Kreuze. Roman. K. Fischer Verlag, Aachen 2017, ISBN 978-3-8422-4492-4.
- Umbra crucilor de fier. Roman. Editura Eikon, Bukarest, 2018 ISBN 978-606-711-896-4.